# 시모고정
시모고정(일본어: 下郷町 시모고마치[*])은 일본 후쿠시마현 미나미아이즈군의 정이다.

## 지리
정의 중앙을 아가노강이 흐른다.

## 역사
아이즈와카마쓰에서 이마이치에 이르는 아이즈니시 가도의 슈쿠바(역참 마을)로 특히 오우치주쿠는 중요 전통적 건조물군 보존지구에 선정되어 옛날의 거리 풍경을 보존하고 있다.
- 1889년 4월 1일 - 정촌제 시행으로 나라하라촌, 나가에촌, 후타가와촌, 아사히다촌이 성립하였다.
- 1928년 9월 1일 - 나가에촌, 후타가와촌이 합병해 에가와촌이 되었다.
- 1946년 11월 20일 - 나라하라촌이 정으로 승격해 나라하라정이 되었다.
- 1955년 4월 1일 - 나라하라정, 아사히다촌, 에가와촌 등 3개 정촌이 합병하여 시모고정이 신설되었다.

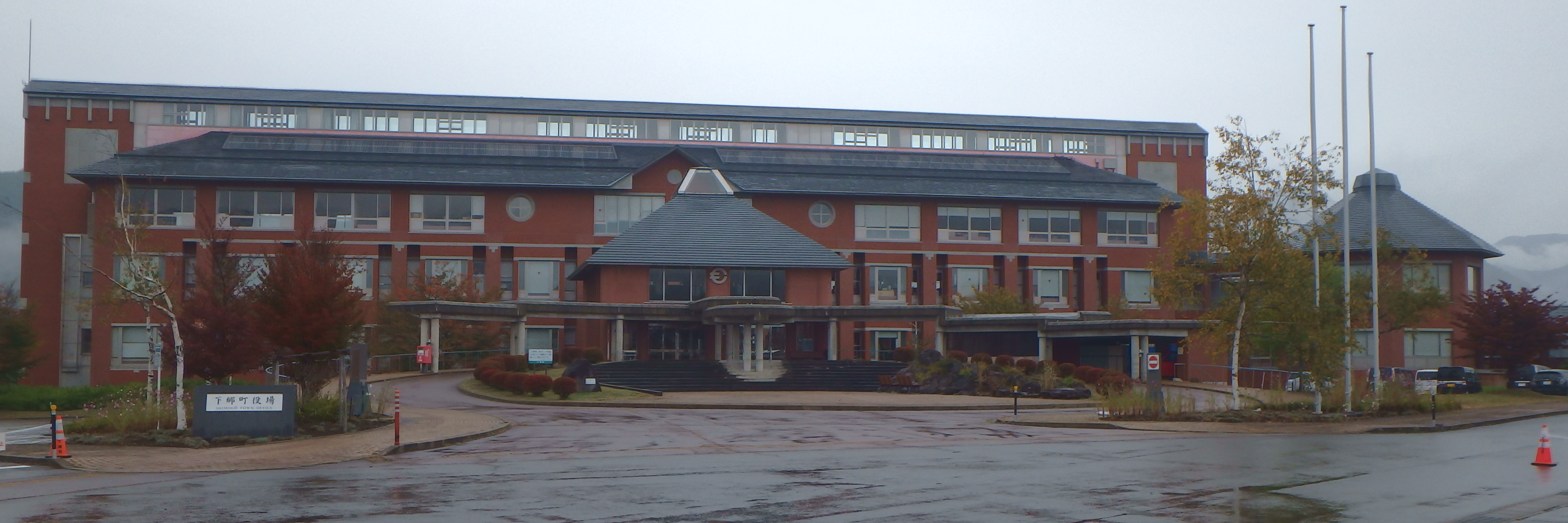
시모고정 사무소

## 인구
| 연도 | 인구   | ±%     |
| ---- | ------ | ------ |
| 1920 | 9,854  | —      |
| 1930 | 11,681 | +18.5% |
| 1940 | 12,304 | +5.3%  |
| 1950 | 14,644 | +19.0% |
| 1960 | 14,234 | −2.8%  |
| 1970 | 11,077 | −22.2% |
| 1980 | 10,025 | −9.5%  |
| 1990 | 8,537  | −14.8% |
| 2000 | 7,579  | −11.2% |
| 2010 | 6,464  | −14.7% |

## 교통

### 철도
- 아이즈 철도 아이즈선

### 도로
- 국도 118호선
- 국도 121호선
- 국도 289호선
- 국도 400호선(일본어판)

## 자매 도시
- 일본 도쿄도 니시토쿄시